# Setodes savibhrama
Setodes savibhrama är en nattsländeart som beskrevs av Schmid 1987. Setodes savibhrama ingår i släktet Setodes och familjen långhornssländor. Inga underarter finns listade i Catalogue of Life.